# Grand Prix Formule 1 van Brazilië 2000
De Grand Prix Formule 1 van Brazilië 2000 werd gehouden op 26 maart 2000 op het circuit Interlagos in São Paulo.

## Top 5 Kwalificatie
| Positie | Nummer | Rijder               | Team               | Tijd     |
| ------- | ------ | -------------------- | ------------------ | -------- |
| 1       | 1      | Mika Häkkinen        | McLaren - Mercedes | 1:14.111 |
| 2       | 2      | David Coulthard      | McLaren - Mercedes | 1:14.285 |
| 3       | 3      | Michael Schumacher   | Scuderia Ferrari   | 1:14.508 |
| 4       | 4      | Rubens Barrichello   | Scuderia Ferrari   | 1:14.636 |
| 5       | 11     | Giancarlo Fisichella | Benetton Formula   | 1:15.375 |

## Uitslag
| Positie | Nummer | Rijder                | Team               | Ronden | Tijd/Opgave        | Startplaats | Punten |
| ------- | ------ | --------------------- | ------------------ | ------ | ------------------ | ----------- | ------ |
| 1       | 3      | Michael Schumacher    | Scuderia Ferrari   | 71     | 1:31:35.271        | 3           | 10     |
| 2       | 11     | Giancarlo Fisichella  | Benetton Formula   | 71     | +39.898            | 5           | 6      |
| 3       | 5      | Heinz-Harald Frentzen | Jordan-Mugen-Honda | 71     | +42.268            | 7           | 4      |
| 4       | 6      | Jarno Trulli          | Jordan-Mugen-Honda | 71     | +1:12.780          | 12          | 3      |
| 5       | 9      | Ralf Schumacher       | Williams-BMW       | 70     | +1 Ronde           | 11          | 2      |
| 6       | 10     | Jenson Button         | Williams-BMW       | 70     | +1 Ronde           | 9           | 1      |
| 7       | 19     | Jos Verstappen        | Arrows - Supertec  | 70     | +1 Ronde           | 14          |        |
| 8       | 18     | Pedro de la Rosa      | Arrows - Supertec  | 70     | +1 Ronde           | 16          |        |
| 9       | 23     | Ricardo Zonta         | BAR-Honda          | 69     | +2 Rondes          | 8           |        |
| 10      | 17     | Gaston Mazzacane      | Minardi            | 69     | +2 Rondes          | 19          |        |
| DSQ     | 2      | David Coulthard       | McLaren - Mercedes | 71     | Gediskwalificeerd  | 2           |        |
| Ret     | 8      | Johnny Herbert        | Jaguar Racing      | 51     | Versnellingsbak    | 17          |        |
| Ret     | 20     | Marc Gené             | Minardi            | 31     | Motor              | 20          |        |
| Ret     | 1      | Mika Häkkinen         | McLaren - Mercedes | 30     | Oliedruk           | 1           |        |
| Ret     | 4      | Rubens Barrichello    | Scuderia Ferrari   | 27     | Hydrauliek         | 4           |        |
| Ret     | 7      | Eddie Irvine          | Jaguar Racing      | 20     | Spin               | 6           |        |
| Ret     | 22     | Jacques Villeneuve    | BAR-Honda          | 16     | Versnellingsbak    | 10          |        |
| Ret     | 14     | Jean Alesi            | Prost Grand Prix   | 11     | Elektrisch         | 15          |        |
| Ret     | 15     | Nick Heidfeld         | Prost Grand Prix   | 9      | Motor              | 18          |        |
| Ret     | 12     | Alexander Wurz        | Benetton Formula   | 6      | Motor              | 13          |        |
| DNS     | 16     | Pedro Diniz           | Sauber - Petronas  | 0      | Veiligheidsredenen | 21          |        |
| DNS     | 17     | Mika Salo             | Sauber - Petronas  | 0      | Veiligheidsredenen | 22          |        |

## Wetenswaardigheden
- David Coulthard finishte als tweede maar werd gediskwalificeerd vanwege een illegale voorvleugel.
- Het Sauber - Petronas team werd uitgesloten van de Grand Prix wegens fouten in de achtervleugel.
- Jos Verstappen reed een sterke eerste helft van de wedstrijd waarin hij een tijdlang derde lag, echter raakte hij uitgeput en viel terug.

## Statistieken
| Snelste ronde | Michael Schumacher | Scuderia Ferrari | 1:14.755 |

1972 · 1973 · 1974 · 1975 · 1976 · 1977 · 1978 · 1979 · 1980 · 1981 · 1982 · 1983 · 1984 · 1985 · 1986 · 1987 · 1988 · 1989 · 1990 · 1991 · 1992 · 1993 · 1994 · 1995 · 1996 · 1997 · 1998 · 1999 · 2000 · 2001 · 2002 · 2003 · 2004 · 2005 · 2006 · 2007 · 2008 · 2009 · 2010 · 2011 · 2012 · 2013 · 2014 · 2015 · 2016 · 2017 · 2018 · 2019